# James C. Collins

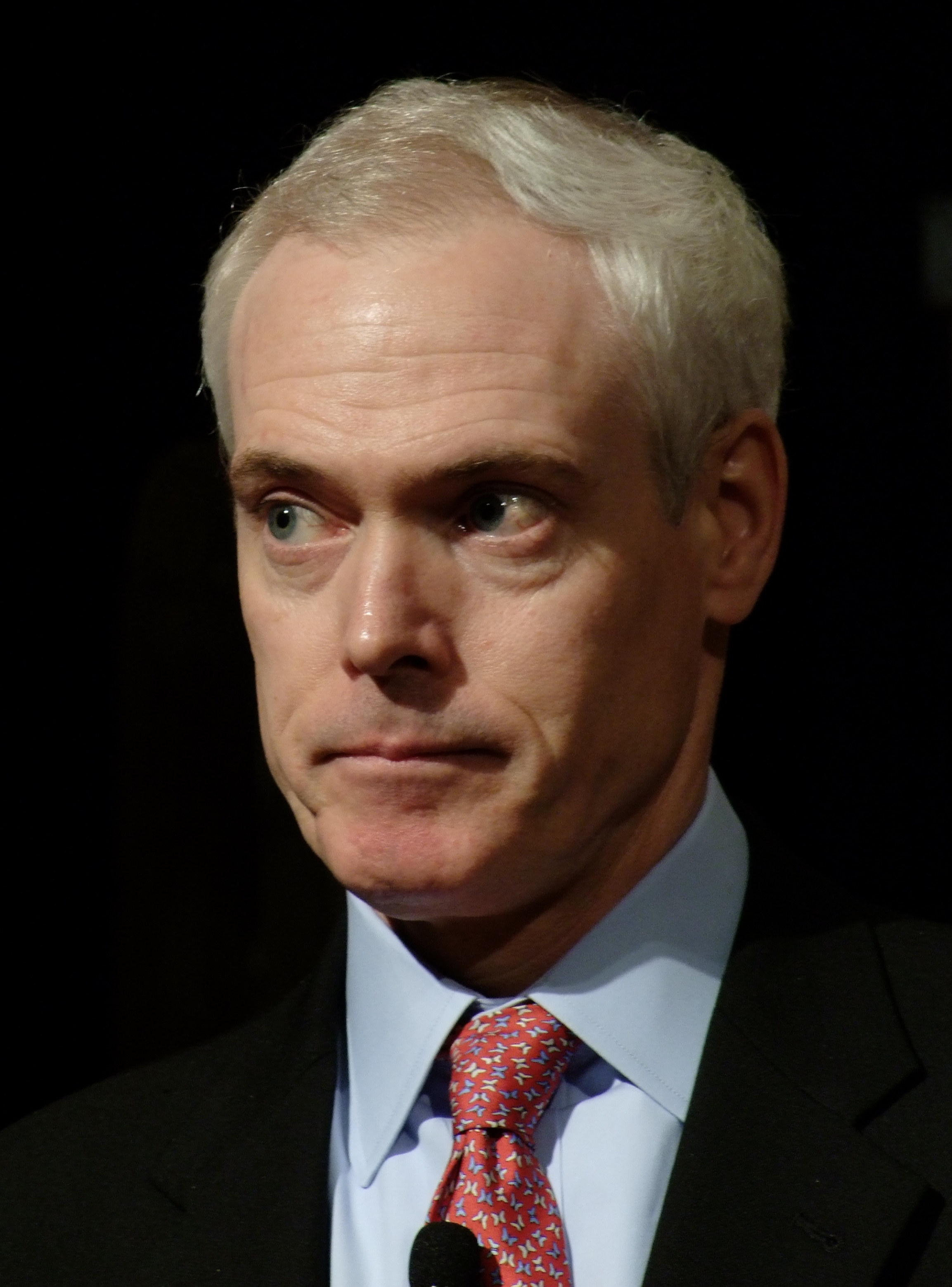

James C. Collins (nacido el 25 de enero de 1958, Boulder, Colorado) es un consultor de negocios estadounidense, además de escritor y conferenciante sobre gestión empresarial.
Collins estudió Matemáticas en la Universidad de Stanford. También tiene un MBA. Su carrera profesional comenzó en McKinsey, donde trabajó como consultor. Seguidamente, trabajó como jefe de producto en Hewlett-Packard.
Collins comenzó su carrera de investigación y docencia en la Escuela de Negocios de la Universidad de Stanford, donde recibió el premio Distinguished Teaching en 1992. Tres años más tarde, fundó un laboratorio sobre gestión empresarial en Boulder, Colorado, donde ahora lleva a cabo diversas investigaciones y también da clases a ejecutivos. Asimismo, Collins ha sido un alto ejecutivo de la CNN Internacional. También ha trabajado con diversas instituciones sociales, como la Escuela de Medicina Johns Hopkins, las Girl Scouts de los EE. UU. o para el Cuerpo de Marines de Estados Unidos.
Collins está casado con la ex triatleta y ganadora en 1985 del Ironman, Joanne Ernst.

## Obras
Collins es autor de varios libros basados en sus investigaciones. Entre ellos, se encuentra el clásico: 
- "Empresas que perduran" (Built to Last, 1994), un libro en la lista de best-seller de la revista Business Week desde por más de seis años. Esta obra ha sido traducida a 25 idiomas. Coautor con Jerry I. Porras.
- En "Empresas que sobresalen" (Good to great, 2002) analiza los factores comunes que poseen las empresas de éxito. Este libro también ha sido un best-seller durante varias semanas en The New York Times, Wall Street Journal y Business Week. No en vano, ha vendido 2,5 millones de copias en tapa dura desde su publicación y ha sido traducido a 32 idiomas.
- "Empresas que caen: Las 5 fases del declive de las empresas" (2011) Es el libro más reciente.

Además de sus libros, Collins colabora con frecuencia en las publicaciones Harvard Business Review, Business Week o Fortune.

## Empresas que sobresalen
Empresas que sobresalen presenta los resultados de un estudio elaborado por Jim Collins y su equipo en el que analizaron una serie de empresas que superaron a la media en rentabilidad de sus acciones durante un período de 15 años. Estas empresas presentaban una serie de rasgos comunes que, según Collins, caracterizan a las empresas extraordinarias:
- Los líderes de estas empresas combinan la humildad personal con una voluntad profesional intensa.
- Los responsables de estas empresas primero eligen a la gente adecuada para dirigir la organización, se deshacen de los que no están dispuestos a cambiar de rumbo y después trazan un plan para conseguir objetivos muy concretos.
- No se pueden tomar buenas decisiones si no se afronta la realidad tal cual es, por muy dura que sea. En estas empresas, sus responsables saben hacer frente a las adversidades, aprenden de ellas y no pierden nunca la fe.
- Las empresas extraordinarias tienen marcos de referencia muy claros que guían todas sus decisiones. Saben en qué pueden ser las mejores y se centran en ello. Actúan con disciplina para transformar ese potencial en una realidad.
- Las empresas extraordinarias saben que la tecnología por sí sola no genera resultados. Pero saben adaptarse a los nuevos tiempos y utilizan la tecnología como acelerador de su crecimiento.
- El éxito en estas empresas no llega de la noche a la mañana sino de la acumulación de muchos pequeños impulsos sostenidos.

## Empresas que caen
En Empresas que caen Jim Collins compara el declive de las empresas con una enfermedad: es difícil de detectar en un primer momento, aunque más fácil de solucionar, y es más fácil de detectar en una fase tardía, pero mucho más complicado de curar. Según Collins las fases del declive en las empresas son estas:
- Fase 1: La arrogancia nacida del éxito.
- Fase 2: La persecución indisciplinada del crecimiento.
- Fase 3: La negación del riesgo y el peligro.
- Fase 4: La búsqueda desesperada de la salvación.
- Fase 5: Capitulación, ser insignificante o morir.

Las empresas excelentes pueden tropezar y recuperarse. Es muy complicado salir de la fase 5, pero del resto sí es factible la recuperación. Según Collins está en manos de los líderes de las empresas con problemas actuar con coraje o dejarse llevar por la fatalidad y desaparecer del mercado.